# Kristina Maria
Kristina Maria, pseudonimo di Kristina Maria Chalhoub (Ottawa, 14 maggio 1989), è una cantante canadese.

## Biografia
Nata e cresciuta nella capitale canadese, Kristina Maria è entrata a far parte del coro della sua scuola in seconda elementare, e ha composto la sua prima canzone l'anno successivo. Alle scuole medie ha iniziato a partecipare a talent show locali e a registrare le sue prime demo in studio. Ha inoltre preso lezioni di danza e ha studiato canto al Conservatorio. Si è diplomata alla Garneau High School.
Nell'estate del 2009 il produttore e talent scout Vito Luprano, già collaboratore di Céline Dion e Garou, ha ascoltato alcune demo di Kristina Maria e ha deciso di offrirle un contratto con la sua etichetta discografica Lupo One Productions. Nel 2011 il singolo che ha lanciato la sua carriera, Let's Play, ha raggiunto la 19ª posizione nella Billboard Canadian Hot 100, ed è stato seguito da Co-Pilot, 26º posto in Canada, nonché 27º in Francia e 51º nella regione belga della Vallonia grazie ad un remix con un rapper francese. All'inizio del 2012 è uscito un terzo singolo, Our Song Comes On, che è arrivata al 23º posto nella classifica dei singoli canadese.
I tre singoli, tutti certificati disco d'oro dalla Music Canada per aver superato le 40.000 vendite a livello nazionale ciascuno, hanno anticipato l'album di debutto di Kristina Maria, Tell the World, ad aprile 2012. Il disco ha ricevuto una candidatura ai Juno Award del 2013 nella categoria Album pop dell'anno. Nel 2014 la cantante ha ottenuto un nuovo singolo di successo, Move Like a Soldier, che ha raggiunto la 22ª posizione nella Canadian Hot 100. Al 2014 la cantante ha venduto più di 400.000 dischi in Canada.

## Discografia

### Album in studio
- 2012 – Tell the World

### Singoli
- 2011 – FML X2
- 2011 – Let's Play
- 2011 – Co-Pilot (feat. Laza Morgan oppure feat. Corneille)
- 2012 – Our Song Comes On
- 2012 – Animal (feat. JC Chasez)
- 2012 – Karma
- 2013 – You Don't Have the Right to Cry
- 2013 – Bang U Up
- 2014 – Move Like a Soldier
- 2014 – Where the Sun Don't Shine
- 2017 – Gone in a Minute